# Akaa

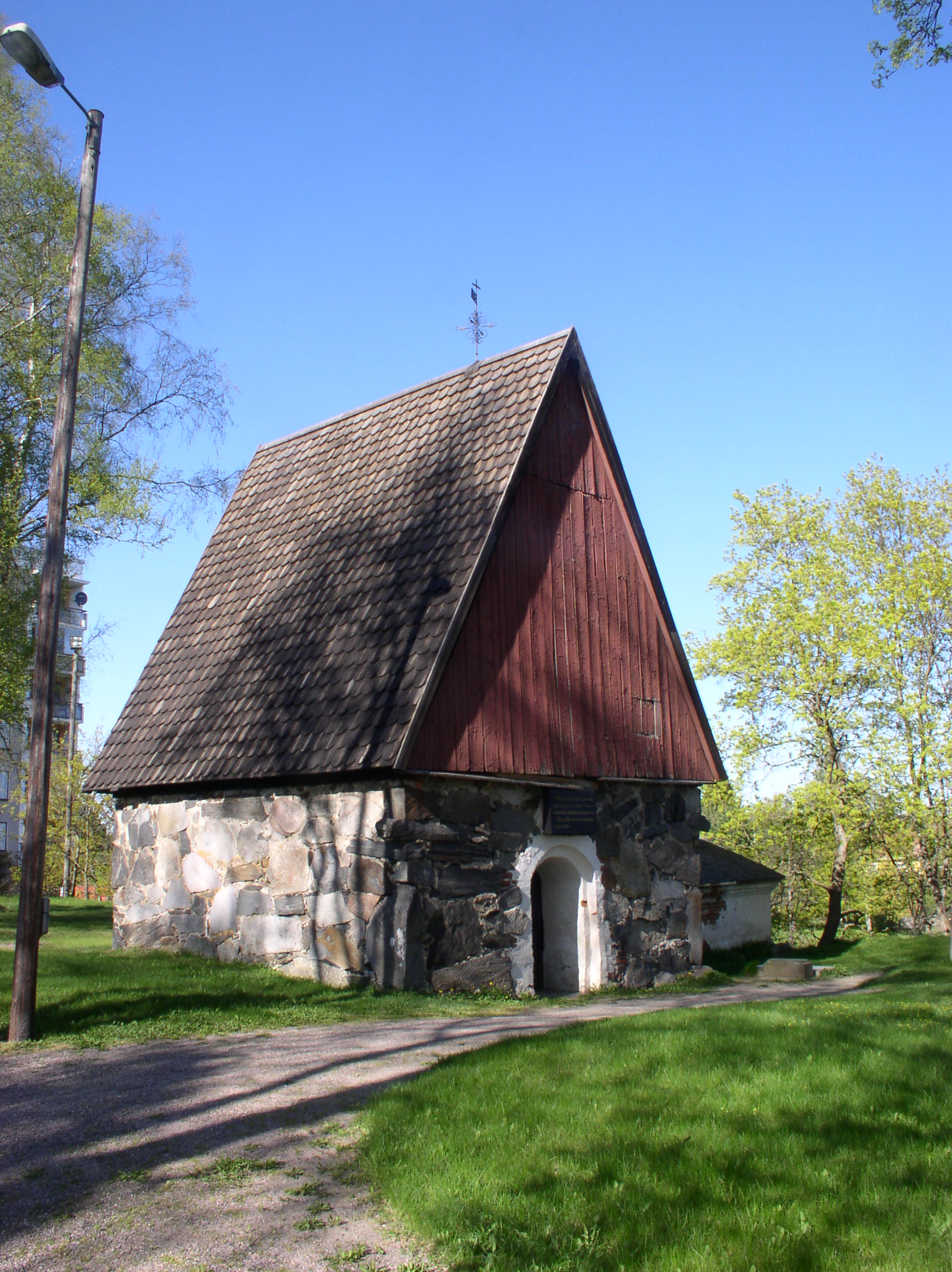
La sacrestia medievale in pietra di Akaa

Akaa (in svedese Ackas) è una città finlandese, situata nella regione del Pirkanmaa. La città venne creata il 1º gennaio 2007 quando la città di Toijala e di Viiala vennero unite in un'unica città. Il 1º gennaio 2011 Kylmäkoski si è unita ad Akaa. Essa si trova sul lago Vanajavesi, che è il principale corso d'acqua di Kanta-Häme.
La città ha una popolazione di 16473 abitanti e ricopre una superficie di 293,14 km², dei quali 21,24 km² sono acqua. La densità popolativa è di 56,19 abitanti per chilometro quadrato.
Akaa è anche conosciuta per la locale squadra di pallavolo, l'Akaa-Volley.

## Politica

### Consiglio comunale
Ad Akaa i partiti più grandi sono il Partito Socialdemocratico Finlandese ed il Partito di Coalizione Nazionale; anche l'Alleanza della sinistra e la Lega Verde hanno livelli relativamente alti di gradimento.
Seggi assegnati per il 2011-2012:
- Partito Socialdemocratico Finlandese 15
- Partito di Coalizione Nazionale 14
- Alleanza di Sinistra 5
- Partito di Centro Finlandese 5
- Lega Verde 2
- Veri Finlandesi 1
- Democratici Cristiani Finlandesi 1

### Elezioni parlamentari finlandesi del 2011
Il partito più grande nelle elezioni è il Partito Socialdemocratico Finlandese con il 26,8% del numero di voti, secondi a sorpresa sono i Veri Finlandesi con il 23,6% e terzo è il Partito di Coalizione Nazionale con il 21,1%. L'Alleanza della Sinistra ha ricevuto il 9% dei voti, il Partito di Centro l'8,8%, la Lega Verde il 4,6% e i Cristiano-democratici il 4,2%.

## Amministrazione

### Gemellaggi
- Sande
- Hallsberg[5]
- Klippan[5]
- Tapa